# Bragasellus frontellum
Bragasellus frontellum is een pissebed uit de familie Asellidae. De wetenschappelijke naam van de soort is voor het eerst geldig gepubliceerd in 1964 door Braga.